# Little Miss Smiles
Pour plus de détails, voir Fiche technique et Distribution.
Little Miss Smiles est un film muet américain de John Ford, sorti en 1922.

## Fiche technique
- Titre original : Little Miss Smiles
- Réalisation : John Ford
- Scénario : Jack Strumwasser, Dorothy Yost, d'après le roman Little Aliens de Myra Kelly
- Photographie : David Abel
- Production : William Fox
- Société de production : Fox Film Corporation
- Société de distribution : Fox Film Corporation
- Pays de production :  États-Unis
- Langue originale : anglais
- Format : noir et blanc — 35 mm — 1,33:1 — Muet
- Genre : Mélodrame
- Durée : 50 minutes  (5 bobines)
- Date de sortie :
  - États-Unis : 15 janvier 1922
- Licence : domaine public

## Distribution
- Shirley Mason : Esther Aaronson
- Gaston Glass : le docteur Jack Washton
- George B. Williams : Papa Aaronson
- Martha Franklin : Mama Aaronson
- Arthur Rankin : Davie Aaronson
- Baby Blumfield : Bébé Aaronson
- Richard Lapan : Leon Aaronson
- Alfred Testa : Louis Aaronson
- Sidney D'Albrook : L'Araignée

## Autour du film
- Ce film est considéré comme perdu, selon Silent Era.